# Milliken (Colorado)
Milliken é uma cidade  localizada no estado americano de Colorado, no Condado de Weld.

## Demografia
Segundo o censo americano de 2000, a sua população era de 2888 habitantes.
Em 2006, foi estimada uma população de 5801, um aumento de 2913 (100.9%).

## Geografia
De acordo com o United States Census Bureau tem uma área de
14,8 km², dos quais 14,8 km² cobertos por terra e 0,0 km² cobertos por água. Milliken localiza-se a aproximadamente 1447 m acima do nível do mar.

## Localidades na vizinhança
O diagrama seguinte representa as localidades num raio de 16 km ao redor de Milliken.